# Serge Bolley
Serge Bolley (* 3. Dezember 1944 in Villeurbanne) ist ein ehemaliger französischer Radrennfahrer.

## Sportliche Laufbahn
Bolley war im Straßenradsport aktiv und begann im Verein PTT Marseille mit dem Radsport. Als Amateur gewann er 1963 und 1965 eine Etappe in der Tour des Bouches-du-Rhône, 1966 in der Tour du Roussillon. Im Circuit de la Sarthe und in der Tour du Vaucluse wurde er 1966 Zweiter.
1967 wurde er Berufsfahrer im Radsportteam BiC und blieb bis 1972 als Radprofi aktiv. 1967 holte er in der Mallorca-Rundfahrt einen Etappensieg. Im Eintagesrennen Trofeo Jaumendreu 1967 wurde er Zweiter hinter Paul Lemeteyer. Bolley bestritt alle Grand Tours.

## Grand-Tour-Platzierungen
| Grand Tour            | 1967 | 1968 | 1969 | 1970 | 1971 | 1972 |
| --------------------- | ---- | ---- | ---- | ---- | ---- | ---- |
| Vuelta a EspañaVuelta | 68   | –    | 36   | –    | –    | –    |
| Giro d’ItaliaGiro     | –    | 23   | –    | –    | –    | –    |
| Tour de FranceTour    | –    | 48   | DNF  | –    | –    | DNF  |